# Los Ahorcados
Los Ahorcados(ou Isla de Es Penjats) est l'île la plus au sud d'Ibiza (Espagne), située dans le détroit séparant Formentera d'Ibiza. Sa superficie est de 1,45 km² et appartient à la municipalité de Sant Josep de sa Talaia. On y trouve seulement le phare de Los Ahorcados.

## Faune
Le goéland d'Audouin est l'une des espèces d'oiseaux indigènes de la Méditerranée qui se trouvent sur l'îlot. En 2002 , il y avait 261 couples présents de cette espèce.